# Rhinella truebae
Rhinella truebae är en groddjursart som först beskrevs av Lynch och Renjifo 1990.  Rhinella truebae ingår i släktet Rhinella och familjen paddor. IUCN kategoriserar arten globalt som otillräckligt studerad. Inga underarter finns listade i Catalogue of Life.